# Карпилівська сільська рада (Городницький район)
Карпилівська сільська рада — колишня адміністративно-територіальна одиниця та орган місцевого самоврядування у Городницькому районі Коростенської і Волинської округ, Київської та Житомирської областей Української РСР з адміністративним центром у селі Карпилівка.

## Населені пункти
Сільській раді на час ліквідації були підпорядковані населені пункти:
- с. Карпилівка

## Історія та адміністративний устрій
Створена 20 липня 1927 року в складі сіл Карпилівка, Курчицький Майдан Ілляшівської сільської ради, колоній Бурчак Засимівської сільської ради та Маргаритівка-Цвільська Малоцвілянської сільської ради Городницького району Коростенської округи. Станом на 1 жовтня 1941 року с. Курчицький Майдан, колонії Бурчак та Маргаритівка-Цвільська не перебувають на обліку населених пунктів.
Станом на 1 вересня 1946 року сільська рада входила до складу Городницького району Житомирської області, на обліку в раді перебувало с. Карпилівка.
Ліквідована 11 серпня 1954 року, відповідно до указу Президії Верховної ради Української РСР «Про укрупнення сільських рад по Житомирській області», територію ради та с. Карпилівка приєднано до складу Малоцвілянської сільської ради Городницького району Житомирської області.